# Árni Þorvaldsson
Árni Þorvaldsson (ur. 5 lipca 1984 w Keflavík) – islandzki narciarz alpejski.

## Kariera
Po raz pierwszy na arenie międzynarodowej pojawił się 4 kwietnia 2001 roku w Akureyri, zajmując 40. miejsce w gigancie. Nigdy nie startował na mistrzostwach świata juniorów. Nigdy nie startował w zawodach Pucharu Świata. Wystąpił dwukrotnie w zawodach Pucharu Europy, jednak nie zdobył punktów.
Wystąpił na Zimowych Igrzyskach Olimpijskich 2010. Wystartował tam w supergigancie, ale nie ukończył rywalizacji. Brał też udział w mistrzostwach świata w Val d’Isère w 2009 roku, gdzie zajął między innymi 42. miejsce w supergigancie.
W 2012 roku zakończył karierę.

## Osiągnięcia

### Igrzyska olimpijskie
| Miejsce | Dzień     | Rok  | Miejscowość | Konkurencja | Czas biegu | Strata | Zwycięzca          |
| ------- | --------- | ---- | ----------- | ----------- | ---------- | ------ | ------------------ |
| DNF     | 19 lutego | 2010 | Vancouver   | Supergigant | 1:30,65    | -      | Aksel Lund Svindal |

### Mistrzostwa świata
| Miejsce | Dzień     | Rok  | Miejscowość | Konkurencja     | Czas biegu | Strata | Zwycięzca          |
| ------- | --------- | ---- | ----------- | --------------- | ---------- | ------ | ------------------ |
| 42.     | 4 lutego  | 2009 | Val d’Isère | Supergigant     | 1:19,41    | +10,20 | Didier Cuche       |
| DNS2    | 9 lutego  | 2009 | Val d’Isère | Superkombinacja | 2:23,00    | -      | Aksel Lund Svindal |
| DNS1    | 13 lutego | 2009 | Val d’Isère | Gigant          | 2:18,82    | -      | Carlo Janka        |